# (30566) Stokes
(30566) Stokes est un astéroïde de la ceinture principale.

## Description
(30566) Stokes est un astéroïde de la ceinture principale. Il fut découvert le 29 juillet 2001 à Prescott (Arizona) par Paul G. Comba. Il présente une orbite caractérisée par un demi-grand axe de 2,38 UA, une excentricité de 0,23 et une inclinaison de 3,1° par rapport à l'écliptique.

## Compléments